# Lijst van rijksmonumenten in de Tuinstraat (Amsterdam)
Een overzicht van de 22 rijksmonumenten aan de Tuinstraat in Amsterdam.
| Object | Oorspronkelijke functie? | Bouwjaar                     | Architect | Locatie         | Coördinaten?                  | Nr.? | Afbeelding                                                           |
| --- | ------------------------ | ---------------------------- | --------- | --------------- | ----------------------------- | ---- | -------------------------------------------------------------------- |
| Huis met gevel onder klokvormige top met rollagen en recht afdeklijstje                                             | Gebouw                   | 19e eeuw                     |           | Tuinstraat 29   | 52° 22' 39" NB, 4° 53' 4" OL  | 5757 | Meer afbeeldingen                                                    |
| Pand bestaande uit twee samengetrokken huizen met latere gevels op karakteristieke pui en met 19e-eeuwse punttopjes | Gebouw                   | mogelijk 17e eeuw en later   |           | Tuinstraat 53   | 52° 22' 38" NB, 4° 53' 2" OL  | 5758 | Meer afbeeldingen                                                    |
| Klein pandje met latere gevel onder punttop met ronde afdekking en rollagen                                         | Gebouw                   | vermoedelijk 17e eeuw (kern) |           | Tuinstraat 57   | 52° 22' 38" NB, 4° 53' 1" OL  | 5759 | Meer afbeeldingen                                                    |
| Huis, vanwege de zandstenen onderdelen van de gevelhals                                                             | Gebouw                   | eerste helft 18e eeuw        |           | Tuinstraat 69   | 52° 22' 38" NB, 4° 52' 60" OL | 5760 | Huis, vanwege de zandstenen onderdelen van de gevelhals              |
| Huis, vanwege de zandstenen onderdelen van de gevelhals                                                             | Gebouw                   | eerste helft 18e eeuw        |           | Tuinstraat 71   | 52° 22' 38" NB, 4° 52' 60" OL | 5761 | Huis, vanwege de zandstenen onderdelen van de gevelhals              |
| Huis met gevel op aardige houten pui, bekroond door een veel latere primitieve lijst                                | Gebouw                   | 18e eeuw                     |           | Tuinstraat 85   | 52° 22' 38" NB, 4° 52' 58" OL | 5762 | Meer afbeeldingen                                                    |
| Pand met rijk versierde halsgevel                                                                                   | Gebouw                   | 1728                         |           | Tuinstraat 115A | 52° 22' 37" NB, 4° 52' 55" OL | 949  | Upload foto                                                          |
| Pand met halsgevel                                                                                                  | Gebouw                   | 1727                         |           | Tuinstraat 121  | 52° 22' 37" NB, 4° 52' 54" OL | 5763 | Meer afbeeldingen                                                    |
| Pand met halsgevel                                                                                                  | Woonhuis                 | tweede kwart 18e eeuw        |           | Tuinstraat 159  | 52° 22' 36" NB, 4° 52' 51" OL | 5764 | Meer afbeeldingen                                                    |
| Huis, vanwege de zandstenen onderdelen van de gevelhals                                                             | Gebouw                   | eerste helft 18e eeuw        |           | Tuinstraat 161  | 52° 22' 36" NB, 4° 52' 51" OL | 5765 | Meer afbeeldingen                                                    |
| Huis met gevel onder klokvormige top met rollagen                                                                   | Gebouw                   | 19e eeuw                     |           | Tuinstraat 169  | 52° 22' 36" NB, 4° 52' 50" OL | 5766 | Meer afbeeldingen                                                    |
| Huis met gevel onder rechte lijst, waarboven een bakstenen punttopje                                                | Gebouw                   | 19e eeuw                     |           | Tuinstraat 189  | 52° 22' 35" NB, 4° 52' 48" OL | 5767 | Huis met gevel onder rechte lijst, waarboven een bakstenen punttopje |
| Huis met gevel onder klokvormige top met rollagen                                                                   | Gebouw                   | 19e eeuw                     |           | Tuinstraat 191  | 52° 22' 35" NB, 4° 52' 47" OL | 5768 | Meer afbeeldingen                                                    |
| Hofje De Zeven Keurvorsten                                                                                          | Gebouw                   | ca. 1645, uitbreiding 1724   |           | Tuinstraat 199  | 52° 22' 35" NB, 4° 52' 46" OL | 5769 | Meer afbeeldingen                                                    |
| Huis met gevel onder rechte lijst                                                                                   | Gebouw                   | 19e eeuw                     |           | Tuinstraat 6    | 52° 22' 40" NB, 4° 53' 7" OL  | 5770 | Meer afbeeldingen                                                    |
| Huis, vanwege de zandstenen onderdelen van de gevelhals                                                             | Gebouw                   | eerste kwart 18e eeuw        |           | Tuinstraat 18   | 52° 22' 40" NB, 4° 53' 6" OL  | 5771 | Meer afbeeldingen                                                    |
| Huis met gevel onder klokvormige top met rollagen                                                                   | Gebouw                   | 19e eeuw                     |           | Tuinstraat 40   | 52° 22' 39" NB, 4° 53' 4" OL  | 5772 | Huis met gevel onder klokvormige top met rollagen                    |
| Pand met halsgevel                                                                                                  | Werk-woonhuis            | tweede kwart 18e eeuw        |           | Tuinstraat 62   | 52° 22' 39" NB, 4° 53' 1" OL  | 5773 | Meer afbeeldingen                                                    |
| Met nr 76 een complex etagewoningen vormend huis met gevel onder klokvormige top met rollagen                       | Gebouw                   | 19e eeuw                     |           | Tuinstraat 74   | 52° 22' 38" NB, 4° 52' 60" OL | 5774 | Meer afbeeldingen                                                    |
| Met nr 74 een complex etagewoningen vormend huis met gevel onder rechte lijst waarop een bakstenen punttopje        | Gebouw                   | 19e eeuw                     |           | Tuinstraat 76   | 52° 22' 38" NB, 4° 52' 60" OL | 5775 | Meer afbeeldingen                                                    |
| Complex etagewoningen met vierassige gevel, oorspronkelijk onder rechte lijst doch thans provisorisch beëindigd     | Gebouw                   | 19e eeuw                     |           | Tuinstraat 146  | 52° 22' 37" NB, 4° 52' 56" OL | 5777 | Meer afbeeldingen                                                    |
| Huis met gevel onder punttop                                                                                        | Woonhuis                 | 18e eeuw of ouder            |           | Tuinstraat 164  | 52° 22' 37" NB, 4° 52' 54" OL | 5778 | Meer afbeeldingen                                                    |
| Huis met gevel onder klokvormige top met rollagen                                                                   | Gebouw                   | 19e eeuw                     |           | Tuinstraat 226  | 52° 22' 36" NB, 4° 52' 47" OL | 5779 | Meer afbeeldingen                                                    |